# Вохомский район
Во́хомский райо́н — административно-территориальная единица (район) и муниципальное образование (муниципальный район) на северо-востоке Костромской области России.
Административный центр — посёлок Вохма.

## География
Район находится в северо-восточной части Костромской области. Протяжённость территории составляет 120 км с севера на юг и 36 км с запада на восток. Граничит:
- на севере — с Вологодской и Кировской областями;
- на востоке — с Октябрьским районом Костромской области;
- на юге — с Поназыревским, Шарьинским и Пыщугским районами Костромской области;
- на западе — с Павинским районом Костромской области.

Площадь района — 3379,12 км² (337 912 га). Основные реки — Вохма и Ветлуга.
На территории района, на границе с Вологодской областью, расположена самая северная точка Костромской области (координаты приблизительно 59°37′30″ с. ш. 46°47′45″ в. д.) и самый северный населённый пункт региона — посёлок Талица.
Климат и рельеф
Климат района умеренно-континентальный, характеризуется холодной, продолжительной, снежной зимой и умеренно тёплым, коротким летом. Среднегодовая температура воздуха составляет +1,6 °C, средняя температура июля +17,4 °C, января −13,7 °C. Годовое количество осадков — около 608 мм.
Большая часть района расположена на южном склоне Северных Увалов, рельеф холмистый, относительно расчленённый. К югу от реки Ветлуги рельеф меняется на слабо всхолмлённую плоскую равнину Ветлужско-Унженской низины, которая отличается слабой расчленённостью, заболоченностью и лесистостью.
Природные ресурсы
Земельный фонд района составляет 339 817 га. Преобладают земли лесного фонда (78 %) и земли сельскохозяйственного назначения (18,7 %). Почвы преимущественно подзолистые, реже песчаные; на заболоченных участках распространены торфяные и подзолисто-болотные.
Территория района относится к подзоне южной тайги. Коренные еловые леса в первоначальном виде почти не сохранились; их сменили вторичные смешанные осиново-берёзово-еловые леса. В долинах рек преобладают сосновые леса. Встречаются клён, липа, пихта, дуб, можжевельник. Во втором ярусе и по берегам рек произрастают рябина, калина, крушина, черёмуха, ива, малина, смородина. На болотах — клюква, голубика, морошка. На вырубках — брусника, земляника. В лесах обильно растёт черника и разнообразные съедобные грибы (грузди, рыжики, волнушки, сыроежки, белый гриб, подосиновик, подберёзовик, опёнок, лисичка и др.). Распространены лекарственные травы: пижма, мать-и-мачеха, одуванчик, хвощ полевой, лапчатка, зверобой, кипрей, череда.
Животный мир представлен промысловыми видами: лось, медведь, кабан, заяц-беляк, лисица, волк, рысь, куница, хорёк, горностай, ласка, белка, бобр, выдра, норка, ондатра, бурундук. Охотничьи птицы: глухарь, тетерев, рябчик, утки, вальдшнеп, бекас, чибис, кроншнеп, коростель. В реках водится хариус, щука, окунь, жерех, судак, стерлядь, лещ, язь, голавль, елец, плотва, налим, уклейка, ёрш, пескарь; в пойменных озёрах — карась, линь. Местами встречаются раки.
Недра содержат запасы глинистого сырья для кирпича (2 месторождения, ~3,2 млн м³), строительного песка (7 месторождений) и песчано-гравийной смеси (7 месторождений). Значительны запасы торфа (торфомассив «Нижняя Вохма» — 1,2 млн тонн). Имеются потенциальные ресурсы для бальнеолечения (минеральные подземные воды хлоридно-сульфатно-натриевого и хлоридно-натриевого типов, торфяно-иловые лечебные грязи).

## История
Древнейшими жителями на территории современного Вохомского района были марийцы. Здесь располагалась столица одного из марийских княжеств Якшан (ныне село Кажирово). Археологические раскопки подтверждают древнюю историю края. Позднее эти земли населяли финно-угорские племена весь, меря, емь, пермь, печора, угры, объединяемые под общим названием «чудь заволоцкая». Русская колонизация началась со стороны Великого Новгорода, а затем Ростово-Суздальской Руси и проходила мирно.
К концу XV века сложился основной комплекс поселений. К древнейшим сёлам относятся Тихон (1470 г.), Кажирово (1592 г.), Хорошая-Круглица (1628 г., ныне Хорошая), Никола (конец XVI в.). Вохомская земля никогда не знала крепостного права и не подвергалась набегам татар.
Село Вознесенье (позднее — Вохма) возникло на перекрёстке древних торговых путей. Название получило по церкви Вознесения Христа Спасителя, построенной в 1740 году. Выгодное географическое положение способствовало развитию торговли; здесь проводились четыре ежегодные ярмарки. Во второй половине XVIII века при Никольском погосте была построена пристань, велась торговля с Казанью и Вяткой.
Основным занятием населения было земледелие. Вохомские земли считались плодородными, выращивались зерновые, лён, пенька. Крепкие хозяйства имели значительные запасы хлеба и держали по 10–15 голов скота. Развивалось пчеловодство. Промышленность была представлена винокуренными заводами купцов Ногина и Казакова, водяными мельницами и мелкими кустарными производствами (кожевенное, маслобойное). К концу XIX века в селе Вознесенье-Вохма действовали начальная и церковно-приходская школы, земская больница, ремесленное училище, почтово-телеграфное отделение. В 1919 году по инициативе земского врача М. А. Осипова в Вохме был создан музей.
Вознесенско-Вохомский район был образован 13 августа 1924 года постановлением 3-й сессии Северо-Двинского губисполкома IX созыва в составе Северо-Двинской губернии. Он был сформирован из Вознесенской, Лапшинской, Покровской, Соловецкой, Павинской и Леденгской волостей бывшего Никольского уезда Вологодской губернии, а также Хорошевской волости Ветлужского уезда Нижегородской губернии. 15 июля 1929 года район вошёл в состав Северо-Двинского округа Северного края. В 1935 году часть сельсоветов была передана во вновь образованный Павинский район. В ранний советский период создавались коммуны, ТОЗы, артели. Насильственная коллективизация встретила сопротивление; в 1932 году в Хорошевском сельсовете произошло вооружённое столкновение, в котором погиб начальник милиции И. А. Данилов.
5 декабря 1936 года район вошёл в состав Северной области, а 23 сентября 1937 года — в состав Вологодской области. 13 августа 1944 года Вохомский и Павинский районы были переданы в Костромскую область. В 1945 году часть территории района была выделена в Боговаровский район (существовал до 1963 года).
В 1928 году село Вохма стало известно благодаря радиолюбителю Николаю Шмидту, поймавшему сигнал бедствия с дирижабля «Италия» под командованием Умберто Нобиле. В годы Великой Отечественной войны 1941–1945 годов вохмичи проявили высокий патриотизм. Район дал стране семь Героев Советского Союза и одного полного кавалера ордена Славы. Около 3000 жителей были награждены орденами и медалями.
1 февраля 1963 года был образован Вохомский сельский район, включивший территории Вохомского, Боговаровского и части Пыщугского районов. В 1965 году он был преобразован в Вохомский район. В 1966 году часть сельсоветов была передана во вновь образованный Октябрьский район. В 1973 году Крутогорский сельсовет передан в Павинский район, Матвеевский — в Шарьинский район.
С 1969 года в Вохме действует краеведческий музей — филиал Костромского музея-заповедника («Ипатьевский монастырь»). В 1991 году возобновила работу Сретенская церковь.
В соответствии с Законом Костромской области от 30 декабря 2004 года № 237-ЗКО район наделён статусом муниципального района, установлены границы муниципального образования. Первоначально на территории района было образовано 13 муниципальных образований (сельских поселений).
Законом Костромской области от 22 июня 2010 года № 626-4-ЗКО были объединены:
- Бельковское, Обуховское, Согорское и Сосновское сельские поселения — в Бельковское сельское поселение;
- Заветлужское, Малораменское и Петрецовское сельские поселения — в Петрецовское сельское поселение;
- Лапшинское и Маручатское сельские поселения — в Лапшинское сельское поселение;
- Воробьёвицкое и Семёновское сельские поселения — в Воробьёвицкое сельское поселение.

В соответствии с Законом Костромской области от 9 февраля 2007 года N 112-4-ЗКО Вохомский район как административно-территориальная единица области сохраняет свой статус.

## Символика
Герб
Геральдическое описание герба Вохомского муниципального района:
«В зелёном поле с лазоревым (синим, голубым) левым краем поверх всего восстающий золотой медведь, держащий перед собой золотой хлеб с серебряной солонкой на серебряном рушнике, украшенном на концах червлёным (красным) узором».
Герб может воспроизводиться в двух версиях: без вольной части или с вольной частью (четырёхугольником с фигурами герба Костромской области).
Обоснование символики:
- Медведь символизирует предусмотрительность, богатырскую силу, а также добродушие и нерасторопность.
- Хлеб с солонкой («хлеб-соль») на рушнике с красным узором олицетворяет гостеприимство, дружбу, согласие и указывает на историческое плодородие Вохомской земли, трудолюбие её жителей, занимавшихся земледелием и торговлей (в Вохме проводились крупные ярмарки).
- Рушник также символизирует труд (сев, жатва, помол, выпечка хлеба).
- Соль символизирует сохранение нравственных и духовных ценностей, оберегает от несчастий.
- Золото — цвет солнца, символ богатства, плодородия, уважения.
- Серебро — символ чистоты, мудрости, благородства, мира, взаимосотрудничества.
- Красный цвет (червлень) — символ храбрости, мужества, красоты и труда.
- Зелёный цвет поля щита символизирует богатую природу края, весну, радость, надежду.
- Лазоревый (синий, голубой) левый край щита символизирует реку Вохму, давшую название центру района, а также славу, честь, верность, искренность.

## Население
| 2002   | 2008    | 2009    | 2010    | 2011    | 2012  | 2013  | 2014  | 2015  |
| ------ | ------- | ------- | ------- | ------- | ----- | ----- | ----- | ----- |
| 13 444 | ↘11 382 | ↗11 907 | ↘10 152 | ↘10 111 | ↘9754 | ↘9375 | ↘8934 | ↘8572 |
| 2016   | 2017    | 2018    | 2019    | 2020    | 2021  |       |       |       |
| ↘8384  | ↘8170   | ↘8030   | ↘7763   | ↘7525   | ↘6948 |       |       |       |

### Национальный состав
По итогам переписи населения 2020 года проживали следующие национальности (национальности менее 0,1 % и другое, см. в сноске к строке «Другие»):
| Национальность | Численность, чел. | Доля     |
| -------------- | ----------------- | -------- |
| Русские        | 6713              | 96,62 %  |
| Украинцы       | 28                | 0,40 %   |
| Таджики        | 12                | 0,17 %   |
| Молдаване      | 8                 | 0,12 %   |
| Азербайджанцы  | 7                 | 0,10 %   |
| Другие         | 180               | 2,59 %   |
| Итого          | 6948              | 100,00 % |

## Административное деление
Вохомский район как административно-территориальная единица включает 6 поселений.
В Вохомский район как муниципальный район входят 6 муниципальных образований со статусом сельских поселений:
| № | Поселение     | Административный центр | Количество населённых пунктов | Население | Площадь, км2 |
| - | ------------- | ---------------------- | ----------------------------- | --------- | ------------ |
| 1 | Бельковское   | деревня Бельково       | 80                            | 891       | 744,46       |
| 2 | Воробьёвицкое | посёлок Воробьёвица    | 19                            | 1065      | 350,00       |
| 3 | Вохомское     | посёлок Вохма          | 5                             | 4114      | 15,16        |
| 4 | Лапшинское    | село Лапшино           | 27                            | 411       | 351,56       |
| 5 | Петрецовское  | село Никола            | 20                            | 467       | 581,03       |
| 6 | Тихоновское   | село Тихон             | 13                            | 611       | 1336,91      |

## Населённые пункты
В Вохомском районе 131 населённый пункт.
| №   | Населённый пункт | Тип     | Население | Поселение     |
| --- | ---------------- | ------- | --------- | ------------- |
| 1   | Андрианово       | деревня | ↘71       | Бельковское   |
| 2   | Антоново         | деревня | ↘6        | Лапшинское    |
| 3   | Антропята        | деревня | ↘14       | Бельковское   |
| 4   | Архангельское    | деревня | →0        | Бельковское   |
| 5   | Бабья            | деревня | ↘0        | Лапшинское    |
| 6   | Бамбетово        | деревня | →0        | Бельковское   |
| 7   | Басалаево        | деревня | →0        | Лапшинское    |
| 8   | Бельково         | деревня | ↗128      | Бельковское   |
| 9   | Бельково         | деревня | ↗1        | Воробьёвицкое |
| 10  | Бельники         | деревня | ↗1        | Петрецовское  |
| 11  | Бережок          | посёлок | ↗219      | Вохомское     |
| 12  | Богатыриха       | деревня | →17       | Лапшинское    |
| 13  | Большая Мокруша  | деревня | →43       | Бельковское   |
| 14  | Большедворка     | деревня | ↗27       | Бельковское   |
| 15  | Большое Сокерино | деревня | →0        | Тихоновское   |
| 16  | Большой Двор     | деревня | →0        | Лапшинское    |
| 17  | Быстряна         | деревня | ↘5        | Петрецовское  |
| 18  | Верхнее Лядово   | деревня | ↗4        | Тихоновское   |
| 19  | Воробьёвица      | посёлок | ↘473      | Воробьёвицкое |
| 20  | Вохма            | посёлок | ↘3928     | Вохомское     |
| 21  | Выползово        | деревня | ↗5        | Лапшинское    |
| 22  | Выставка         | деревня | ↘23       | Бельковское   |
| 23  | Голята           | деревня | ↘2        | Бельковское   |
| 24  | Гора             | деревня | ↗54       | Бельковское   |
| 25  | Гробовщина       | деревня | ↘56       | Бельковское   |
| 26  | Громово          | деревня | ↗5        | Бельковское   |
| 27  | Громово          | деревня | ↘44       | Лапшинское    |
| 28  | Гурино           | деревня | ↘4        | Бельковское   |
| 29  | Ежово            | деревня | ↘18       | Бельковское   |
| 30  | Ермачата         | деревня | →0        | Тихоновское   |
| 31  | Ерусалим         | деревня | ↘37       | Лапшинское    |
| 32  | Жаровская        | деревня | ↘9        | Бельковское   |
| 33  | Заветлужье       | село    | ↗157      | Петрецовское  |
| 34  | Загатино         | деревня | ↗16       | Петрецовское  |
| 35  | Замардвинье      | деревня | →0        | Лапшинское    |
| 36  | Заречье          | деревня | ↘32       | Тихоновское   |
| 37  | Зауполовница     | деревня | ↘0        | Бельковское   |
| 38  | Зубакино         | деревня | ↘8        | Петрецовское  |
| 39  | Исаково          | деревня | ↘3        | Бельковское   |
| 40  | Кажирово         | село    | ↘54       | Петрецовское  |
| 41  | Кекур            | деревня | ↗106      | Петрецовское  |
| 42  | Киричата         | деревня | ↘30       | Бельковское   |
| 43  | Клиново          | деревня | ↘7        | Бельковское   |
| 44  | Ключи            | деревня | ↗8        | Петрецовское  |
| 45  | Комарово         | деревня | →0        | Лапшинское    |
| 46  | Комово           | деревня | ↘6        | Бельковское   |
| 47  | Конница          | деревня | ↘45       | Бельковское   |
| 48  | Корзниково       | деревня | ↘1        | Бельковское   |
| 49  | Корнилята        | деревня | →0        | Бельковское   |
| 50  | Котомино         | деревня | →0        | Бельковское   |
| 51  | Кошелёво         | деревня | ↘2        | Бельковское   |
| 52  | Кривцово         | деревня | ↘1        | Бельковское   |
| 53  | Кузнецово        | деревня | ↗30       | Лапшинское    |
| 54  | Кулебаново       | деревня | ↗13       | Бельковское   |
| 55  | Лажборовица      | посёлок | ↘133      | Воробьёвицкое |
| 56  | Лапшино          | село    | ↘92       | Лапшинское    |
| 57  | Латышово         | деревня | ↘135      | Бельковское   |
| 58  | Левинцы          | деревня | ↘8        | Петрецовское  |
| 59  | Лукинская        | деревня | ↘15       | Бельковское   |
| 60  | Макарята         | деревня | ↘121      | Лапшинское    |
| 61  | Максимово        | деревня | ↘14       | Бельковское   |
| 62  | Малахово         | деревня | ↘2        | Воробьёвицкое |
| 63  | Малая Мокруша    | деревня | ↗7        | Бельковское   |
| 64  | Малиновка        | деревня | →0        | Бельковское   |
| 65  | Малое Раменье    | посёлок | ↗343      | Петрецовское  |
| 66  | Малое Сокерино   | деревня | ↘4        | Тихоновское   |
| 67  | Марково          | деревня | ↘90       | Бельковское   |
| 68  | Марково          | деревня | ↘29       | Петрецовское  |
| 69  | Маручата         | деревня | ↘1        | Лапшинское    |
| 70  | Маслениково      | деревня | ↘27       | Бельковское   |
| 71  | Маяк             | посёлок | ↗155      | Вохомское     |
| 72  | Митрошино        | деревня | ↗35       | Петрецовское  |
| 73  | Мухино           | деревня | ↗18       | Бельковское   |
| 74  | Нижнее Лядово    | деревня | ↗7        | Тихоновское   |
| 75  | Никола           | село    | ↗196      | Петрецовское  |
| 76  | Обухово          | деревня | ↘1        | Бельковское   |
| 77  | Огарково         | деревня | ↘8        | Бельковское   |
| 78  | Окинята          | деревня | ↘34       | Лапшинское    |
| 79  | Окулово          | деревня | ↘16       | Воробьёвицкое |
| 80  | Орловица         | деревня | ↘2        | Лапшинское    |
| 81  | Осипино          | деревня | ↗124      | Бельковское   |
| 82  | Павлята          | деревня | ↘1        | Лапшинское    |
| 83  | Пахомково        | деревня | ↗3        | Бельковское   |
| 84  | Песочный         | посёлок | ↘163      | Тихоновское   |
| 85  | Петрецово        | деревня | ↗32       | Петрецовское  |
| 86  | Питер            | деревня | ↘35       | Тихоновское   |
| 87  | Плёткино         | деревня | ↘0        | Воробьёвицкое |
| 88  | Плешково         | деревня | ↘5        | Петрецовское  |
| 89  | Плоская          | деревня | ↗38       | Петрецовское  |
| 90  | Погорелка        | деревня | ↘29       | Лапшинское    |
| 91  | Подволочье       | деревня | ↘28       | Бельковское   |
| 92  | Поздняково       | деревня | →3        | Воробьёвицкое |
| 93  | Покров           | село    | ↘144      | Лапшинское    |
| 94  | Политово         | деревня | →3        | Бельковское   |
| 95  | Пономарёво       | деревня | →17       | Бельковское   |
| 96  | Поспехово        | деревня | ↗59       | Бельковское   |
| 97  | Почивище         | деревня | ↘5        | Воробьёвицкое |
| 98  | Прохоров         | починок | ↗15       | Лапшинское    |
| 99  | Прудовка         | деревня | ↗1        | Бельковское   |
| 100 | Пустошка         | деревня | →0        | Бельковское   |
| 101 | Рай              | деревня | ↘67       | Лапшинское    |
| 102 | Свинки           | деревня | ↘1        | Бельковское   |
| 103 | Сенькино         | деревня | ↘24       | Петрецовское  |
| 104 | Сенюченки        | деревня | ↘19       | Лапшинское    |
| 105 | Симаново         | деревня | →0        | Бельковское   |
| 106 | Сколепово        | деревня | ↗5        | Бельковское   |
| 107 | Скородумово      | деревня | ↘0        | Бельковское   |
| 108 | Согра            | село    | ↘139      | Бельковское   |
| 109 | Сокерино         | деревня | ↘29       | Бельковское   |
| 110 | Соседково        | деревня | ↗4        | Бельковское   |
| 111 | Сосновка         | деревня | ↘57       | Бельковское   |
| 112 | Спас             | село    | ↘273      | Воробьёвицкое |
| 113 | Стрелочка        | деревня | ↗16       | Петрецовское  |
| 114 | Сурнаково        | деревня | ↗5        | Бельковское   |
| 115 | Талица           | посёлок | ↘379      | Тихоновское   |
| 116 | Титово           | деревня | ↘51       | Лапшинское    |
| 117 | Тихон            | село    | ↘79       | Тихоновское   |
| 118 | Томилово         | деревня | →0        | Лапшинское    |
| 119 | Троица           | село    | ↘72       | Бельковское   |
| 120 | Филатово         | деревня | →0        | Бельковское   |
| 121 | Хмелёвка         | деревня | ↗14       | Бельковское   |
| 122 | Хорошая          | село    | ↘10       | Бельковское   |
| 123 | Чучино           | деревня | ↘4        | Бельковское   |
| 124 | Шабашиха         | деревня | ↘0        | Вохомское     |
| 125 | Шестидворка      | деревня | ↗8        | Бельковское   |
| 126 | Шошино           | деревня | ↘3        | Бельковское   |
| 127 | Щипицыно         | деревня | →0        | Вохомское     |
| 128 | Юдино            | деревня | ↗8        | Петрецовское  |
| 129 | Якушата          | деревня | →0        | Лапшинское    |
| 130 | Ярасята          | деревня | ↗29       | Бельковское   |

Восстановленный населённый пункт
Деревня Щипицыно, включённая в 1987 году в черту посёлка Вохма, в 2013 году Постановлением Правительства РФ вновь выделена как самостоятельный населённый пункт.
Упразднённые населённые пункты
- 2003 год — деревни Козариха, Осаниха, Ивачата, Александровцы, Сенцы, Мысы, Клеопино, Высоково (Семёновского сельсовета)[36]. Деревня Щипицыно (Бельковского сельсовета) в 2003 году была ошибочно указана как упразднённая[36].
- 2004 год — деревни Борисоглебская и Петрушонки, починок Данилов[37].
- 2015 год — деревни Бычье, Глазуново, Зайчата, Иванково, Ивково, Каменка, Касимово, Киселёво, Климово, Козловка, Кузьминская, Маринёнки, Пашутята, Петровская, Середняя, Соловьёво, Среднее Лядово, Чумаково[38].
- 2024 год — деревни Новая, Еськино, Федоршино, Сидорёнки, Языково[39].
- 2025 год — деревни Алёшково, Богачи, Борисята, Будилово, Булатово, Бызово, Ванеево, Высоково, Гарёнки, Долгая, Дор, Дымково, Канаево,Карпово, Корипино, Крадихино, Малый Парюг, Маслениково, Муравьиха, Мухино (Воробьёвицкое сельское поселение), Ощепково, Подволочная, Раменье, Рыжково, Сутырино, Терентьево, Харино, Филатовский выселок, Филёнки.

## Экономика
Основу экономики района составляют лесная промышленность и сельское хозяйство. Значительная часть территории (71 %) покрыта лесом, что является главным природным богатством. Однако, по данным на начало 2020-х годов, лесные ресурсы осваиваются не в полной мере. Одним из ключевых направлений развития считается углублённая переработка древесины. Основные виды промышленной деятельности включают лесозаготовки, обработку древесины, производство пищевых продуктов.
Сельское хозяйство также имеет потенциал для роста, так как значительная часть угодий не используется. Привлечение инвестиций может способствовать увеличению производства сельскохозяйственной продукции. Основные направления — растениеводство (зерновые) и животноводство (молочное).
Среди проблем, сдерживающих экономическое развитие и привлечение инвесторов, отмечаются:
- большая удалённость от крупных городов и областного центра;
- неудовлетворительное состояние дорожной сети;
- недостаток высококвалифицированных кадров.

В районе имеются разведанные месторождения глин, песка, гравия и торфа.

## Транспорт
Через район проходят автодороги регионального значения «Пыщуг — Вохма — Боговарово» и «Вохма — Луптюг — Шабалино — Котельнич». Состояние дорожной сети оценивается как фактор, сдерживающий развитие.
В селе Малое Раменье находится конечная станция ведомственной узкоколейной железной дороги «Супротивный — Малое Раменье».
Реки Вохма (на 37 км от устья до посёлка Бережок) и Ветлуга (до устья Вохмы) включены в Перечень внутренних водных путей Российской Федерации и пригодны для судоходства.

## Культура и достопримечательности
- Вохомский краеведческий музей (основан в 1969 году, филиал Костромского музея-заповедника)[5].
- Сретенская церковь в посёлке Вохма (действует с 1991 года)[5].
- Памятники деревянного зодчества (более 30 объектов), представляющие потенциал для развития этнографического туризма[8].
- Археологические памятники, связанные с древним марийским населением (например, городище Якшан в селе Кажирово)[9].
- Бюст начальника милиции И. А. Данилова, погибшего в 1932 году[5].
- Сеть культурных учреждений включает библиотеки, культурно-досуговые центры, детские школы искусств[43].